# Dennis Taylor (coureur)
Dennis Taylor (Sidcup, Kent, 12 juni 1921 - Monte Carlo, Monaco, 2 juni 1962) was een Brits autocoureur. Hij wilde deelnemen aan zijn thuisrace in 1959 voor het team Lotus, maar wist zich niet te kwalificeren en scoorde zo ook geen punten voor het wereldkampioenschap Formule 1. Hij verongelukte tijdens een Formule Junior-race in Monaco.